# World Cup USA '94
World Cup USA '94 es un videojuego de fútbol que fue desarrollado por U.S. Gold (Olympic Gold, entre otros) en 1994. Cuenta con la licencia de la FIFA como producto oficial de la Copa Mundial de Fútbol de 1994 de Estados Unidos.

## Historia
Salió a la venta casi simultáneamente en todo el mundo apenas unas semanas antes de que comenzase el campeonato. Se lanzó al mercado en algunos de los formatos más comunes del mundo de los videojuegos en aquella época, aunque hay que destacar que tanto gráficos como opciones variaban considerablemente según la máquina de la que se tratase: PC, Master System, Mega Drive, Sega Mega-CD, Sega Game Gear, Amiga, Game Boy y Super Nintendo Entertainment System.
Este videojuego tuvo una buena acogida por parte de la prensa española especializada en videojuegos (Hobby Consolas, TodoSega, Nintendo Acción, Micromanía), la cual lo asimiló rápidamente al Sensible Soccer, en el sentido de que ambos partían del mismo concepto: convertirse en juegos sencillos pero enormemente adictivos, poniendo el acento en aspectos como la jugabilidad o las opciones para configurar el juego. De todos modos, tanto por la diferencia de tiempo transcurrido entre uno y otro títulos, como por el trabajo hecho por U.S. Gold, World Cup USA '94 poseía unos gráficos y sonido más avanzados que los de Sensible, aunque todavía por debajo de los del primer FIFA (FIFA (serie)).

## Selecciones
Las selecciones presentes en el juego fueron 32 selecciones, entre las cuales se encontraban las 24 selecciones clasificadas al Mundial de fútbol.
| Selecciones clasificadas al Mundial                                                                                    | Selecciones clasificadas al Mundial                                                            | Otras selecciones                                                   |
| --- | ---------------------------------------------------------------------------------------------- | ------------------------------------------------------------------- |
| Alemania Arabia Saudita Argentina Bélgica Bolivia Brasil Bulgaria Camerún Colombia Corea del Sur España Estados Unidos | Grecia Irlanda Italia Marruecos México Nigeria Noruega Países Bajos Rumania Rusia Suecia Suiza | Australia Dinamarca Escocia Francia Gales Inglaterra Japón Portugal |

## Desarrollo
El juego pone especial énfasis en aspectos como el número de opciones para configurar el partido, los equipos a elegir, las competiciones a jugar, etcétera, antes que en el apartado gráfico. Los partidos se juegan desde una perspectiva "a vista de pájaro", y los controles se reducen a las siguientes posibilidades: movimiento y efecto del balón (con el pad de control), pase largo, tiro a puerta, pase corto, robo de balón y entrada. La idea de los creadores era lograr un juego divertido y dinámico, antes que un complejo simulador de partidos de fútbol. De este modo, el juego permitía editar casi todas las características de los equipos (estrategias, alineaciones, indumentaria...), de la competición (incluir selecciones no clasificadas o cambiar los equipos de grupo) y de los propios partidos (desactivar fueras de juego y cesiones al portero, control de balón, viento...). Sin embargo, ni los nombres ni las habilidades de los jugadores (velocidad, control de balón y robo de balón) son editables.
La competición que se disputa es, obviamente, la Copa Mundial de Fútbol. Sin embargo, hay que señalar que únicamente se juega la fase final, en la que las selecciones quedan encuadradas en uno de los, entonces seis, grupos iniciales, para a partir de ahí, pasar a jugar octavos de final, cuartos, etc. No cabe, en principio, la posibilidad de guardar partida (aunque las alineaciones y las tácticas sí que son almacenables, en las versiones de Pc, Megadrive y Super Nintendo), pero el juego cuenta con un sistema de password a fin de poder recuperar el progreso realizado en caso de que seamos eliminados.
- Datos: Q3107876